# Vacciniina occidentissima
Vacciniina occidentissima är en fjärilsart som beskrevs av Rose 1977. Vacciniina occidentissima ingår i släktet Vacciniina och familjen juvelvingar. Inga underarter finns listade i Catalogue of Life.